# Marek Oberländer
Marek Oberländer (ur. 14 kwietnia 1922 w Szczerzecu koło Lwowa, zm. 1978 w Nicei) – polski malarz.

## Życiorys
Urodził się 14 kwietnia 1922 roku w Szczerzecu, malowniczo położonej wsi podlwowskiej. W 1939 roku, jako siedemnastoletni chłopak, zostaje wcielony do Armii Czerwonej (służył na terenie Związku Radzieckiego). Po wojnie w 1946 roku wraca do Polski i w Warszawie wstępuje do Liceum Sztuk Plastycznych, gdzie poznaje młodziutką Halinę Pfeffer. Dwa lata później rozpoczyna studia w warszawskiej Akademii Sztuk Pięknych pod kierunkiem Artura Nachta-Samborskiego, Aleksandra Rafałowskiego i Marka Włodarskiego.
W budynku warszawskiego Arsenału pod hasłem „Przeciw wojnie, przeciw faszyzmowi” – 21 lipca 1955 roku otwiera się Ogólnopolska Wystawa Młodej Plastyki. Wystawione przez artystę prace, a zwłaszcza jego dzieło „Napiętnowani”, wywołały lawinę dyskusji i zaważyły na jego twórczości na długie lata. Artysta zostaje całkowicie zlekceważony przez jury, na co żywo zareaguje publiczność, a on otrzyma nagrodę specjalną redakcji tygodnika „Po prostu”.  W rezultacie rozpocznie też współpracę z czasopismem i otworzy galerię autorską – Salon Wystawowy. Inicjatorami Ogólnopolskiej Wystawy Młodej Plastyki „Przeciw wojnie – przeciw faszyzmowi” byli także Jan Dziędziora, Jacek Sienicki, Janina Jasińska. Po kilku dniach do grupy dołączyli Elżbieta Grabska i Aleksander Wallis. 
W roku 1963 malarz wyjechał do Francji. Rozluźniły się jego kontakty z Polską. Kilkakrotnie wystawiał prace za granicą (Sztokholm 1963, 1965; Paryż 1964; St-Paul de Vence 1965; Berlin 1967; Amsterdam 1970; Antibes 1973). Po przebyciu poważnej choroby zmienił charakter twórczości (z tego czasu pochodzi gwasz Zawał serca, 1964). 
Znaczną część spuścizny ofiarował w roku 1977 Muzeum Narodowemu we Wrocławiu; inne prace pozostają jednak w znacznym rozproszeniu w kraju i za granicą. Przywiązany do idei i tradycji wystawy "arsenałowej", żywo poparł inicjatywę Jacka A. Zielińskiego, który pod koniec lat 70. przystąpił do tworzenia kolekcji nazwanej "krąg Arsenału" w Muzeum Okręgowym (dzisiaj 
Muzeum Lubuskie im. Jana Dekerta) w Gorzowie Wielkopolskim. Kolekcja, skupiająca prace twórców reprezentujących postawę "arsenałową", stale eksponowana w jednym z oddziałów muzeum, została w 1992 roku przedstawiona w warszawskiej Zachęcie. Większy zespół dzieł artysty pokazano na wystawie pośmiertnej w Warszawie i we Wrocławiu (1980).

## Twórczość
Pierwsze prace charakteryzuje nerw silnej ekspresji, wynikającej po części z powściągliwości formalnej. Kompozycje bezprzedmiotowe powstają wtedy rzadko, choć dostrzega on oczywiście abstrakcję w naturze. Pod koniec lat 50. powoli zaczyna odchodzić od realistycznego pojmowania postaci ludzkiej. Poddaje ją coraz silniej syntetyzującym przekształceniom. Skondensowaną organiczność jego figur (bo już nie postaci ludzkiej, przynajmniej pod względem formalnym) rozpiera ładunek psychologiczny. W latach 1959–64 powstaje bogata galeria przedziwnych owadopodobnych sylwetek o mniej lub bardziej niespokojnym konturze i wielkich, nie zawsze widzących oczach, mocno osadzonych w trójkątnej głowie nabitej na rachityczną szyję. Delikatnie, jakby nerwowo wytuszowane figury, obecne niemal wyłącznie zarysem kręgosłupa, przeplatają się z seriami figur silnych, zwartych i mięsiście kolorowych.
Do końca życia pracował głównie akwarelami. Gamy i wyraz w jego twórczości są najrozmaitsze – czasem gwałtowne, czasem liryczne i jak zawsze, oddają chwilowe stany świadomości i samopoczucia. Wytrwale, choć różnymi drogami, dąży do harmonii z naturą. A podnoszony często zarzut braku własnego stylu z pewnością by go nie zmartwił. Nie o styl przecież walczył w sztuce, a o nieskrępowanie wypowiedzi twórczej. Mimo licznych starć z materią plastyczną sam taką swobodą dysponował.